# والي روز
والي روز (بالإنجليزية: Wally Rose)‏ هو عازف بيانو أمريكي، ولد في 2 أكتوبر 1913 في أوكلاند في الولايات المتحدة، وتوفي في 12 يناير 1997 في والنوت كريك في الولايات المتحدة.

## وصلات خارجية
- والي روز على موقع ميوزك برينز (الإنجليزية)
- والي روز على موقع أول ميوزيك (الإنجليزية)
- والي روز على موقع ديسكوغز (الإنجليزية)